# Відслонення скам'янілого потоку вулканічної лави
Відслонення скам'янілого потоку вулканічної лави — геологічна пам'ятка природи місцевого значення, розташована в селі Петропавлівка Сімферопольського району АР Крим. Створена відповідно до Постанови ВР АРК № 366 від 20 грудня 1988 року.

## Загальні відомості
Землекористувачем пам'ятки є Добрівська сільська рада, Петропавлівський кар'єр, площа 0,5 га. Розташована в селі Петропавлівка Сімферопольського району.
Пам'ятка природи створена з метою охорони та збереження в природному стані цінної в науковому, естетичному відношенні вертикальної стінки зі своєрідною поверхнею, що має вигини і завитки застиглої лави, що вилилася в підводних умовах на мулисте дно стародавнього моря.